# Kypello Kyprou 1940-1941
La Kypello Kyprou 1940-1941 fu la 7ª edizione della coppa nazionale cipriota. Vide la vittoria finale dell'APOEL, giunto al suo secondo titolo.

## Formula
Dato che, nel corso della stagione, le squadre di A' Katīgoria si erano ridotte a quattro, il torneo prevedeva solo 2 turni: semifinali e finale entrambe di sola andata; la squadra di casa era scelta per sorteggio. Se una partita veniva pareggiata, si andava i tempi supplementari: in caso di ulteriore pareggio, era prevista la ripetizione sul campo della squadra che era in trasferta.

## Semifinali
Le due partite sono state giocate il 6 aprile 1941.
| Squadra 1    | Risultato | Squadra 2          |
| ------------ | --------- | ------------------ |
| AEL Limassol | 9 - 0     | EPA Larnaca        |
| APOEL        | 5 - 0     | Olympiakos Nicosia |

## Finale
| Arbitro: | Andreas Papamichael |

|                                           |           |                 |
| Andreas Karamanis 37’ Giorgos Lampertides | Marcatori | Pampos Michalas |